# Marco Valerio Messalla (console 161 a.C.)
Marco Valerio Messalla  (latino: Marcus Valerius Messalla) (fl. II secolo a.C.) è stato un politico e generale romano.

## Biografia
Figlio del console omonimo del 188 a.C., fu a sua volta eletto console nel 161 a.C. con Gaio Fannio Strabone. Durante il loro consolato tutti i retori stranieri furono espulsi da Roma . Come riportato nella loro didascalia, nell'anno del suo consolato vennero per la prima volta rappresentate l'Eunuchus ed il Phormio di Terenzio.
Nel 154 a.C. fu censore, anche se negli anni precedenti era stato degradato dagli stessi censori.